# 北海道道35号根室半島線

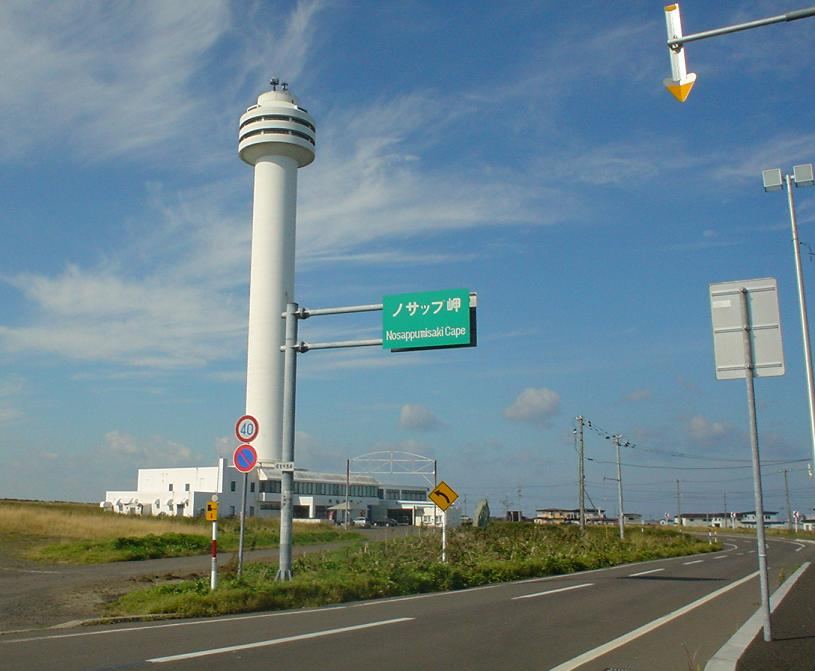
道道35号 納沙布岬附近。背後は望郷の塔。（2005年10月）

北海道道35号根室半島線（ほっかいどうどう35ごう ねむろはんとうせん）は、北海道根室市内を通る道道（主要地方道）である。

## 概要
路線は根室半島を一周し、納沙布岬からは、晴れた日は北方領土（水晶島）を望むことができる。
日本の施政下にある土地の中では最も東にある都道府県道である。

### 路線データ
- 起点：北海道根室市常盤町3丁目（国道44号交点）
- 終点：北海道根室市北斗町3丁目（国道44号・北海道道142号根室浜中釧路線交点）
- 総延長：46.103 km[1]
- 実延長：46.064 km[1]
- 重用延長：0.039 km[1]

## 歴史
- 1954年（昭和29年）3月30日 - 104号として路線認定[2]。
- 1982年（昭和57年）4月1日 - 主要地方道に指定される。
- 1993年（平成5年）5月11日 - 建設省から、道道根室半島線が根室半島線として主要地方道に指定される[3]。
- 1994年（平成6年）10月1日 - 35号に路線番号を変更[4]。

## 路線状況

### 別称
- 北太平洋シーサイドライン[6]（根室市）

## 地理

### 通過する自治体
- 根室振興局
  - 根室市

### 交差する道路
根室市
- 国道44号 - 常盤町3丁目（起点）
- 北海道道310号花咲港線 - 常盤町3丁目（起点）
- 北海道道313号根室港線 - 常盤町3丁目（起点）
- 北海道道1064号友知牧之内線 - 友知
- 北海道道989号豊里歯舞線 - 歯舞
- 北海道道989号豊里歯舞線 - 豊里
- 北海道道1064号友知牧之内線 - 牧之内
- 北海道道313号根室港線 - 本町交差点
- 国道44号 - 松本町4丁目（終点）
- 北海道道142号根室浜中釧路線 - 松本町4丁目（終点）

### 沿線にある施設など
根室市
- 珸瑤瑁郵便局 - 珸瑤瑁1丁目43-1
- 納沙布岬 - 納沙布【北緯43度23分4.2秒 東経145度48分43.0秒 / 北緯43.384500度 東経145.811944度】
- 北方原生花園 - 豊里